# Wilson County (Tennessee)
Wilson County ist ein County im Bundesstaat Tennessee der Vereinigten Staaten. Das U.S. Census Bureau hat bei der Volkszählung 2020 eine Einwohnerzahl von 147.737 ermittelt. Der Verwaltungssitz (County Seat) ist Lebanon.

## Geographie
Das County liegt östlich des geographischen Zentrums von Tennessee und hat eine Fläche von 1510 Quadratkilometern, wovon 33 Quadratkilometer Wasserfläche sind. Es grenzt im Uhrzeigersinn an folgende Countys: Trousdale County, Smith County, DeKalb County, Cannon County, Rutherford County, Davidson County und Sumner County.

## Geschichte
Wilson County wurde am 26. Oktober 1799 aus Teilen des Sumner County gebildet. Benannt wurde es nach Major David Wilson (1752–1804), einem Veteranen des Amerikanischen Unabhängigkeitskriegs und Mitglied der Verwaltung des Südwest-Territoriums im Jahr 1794.

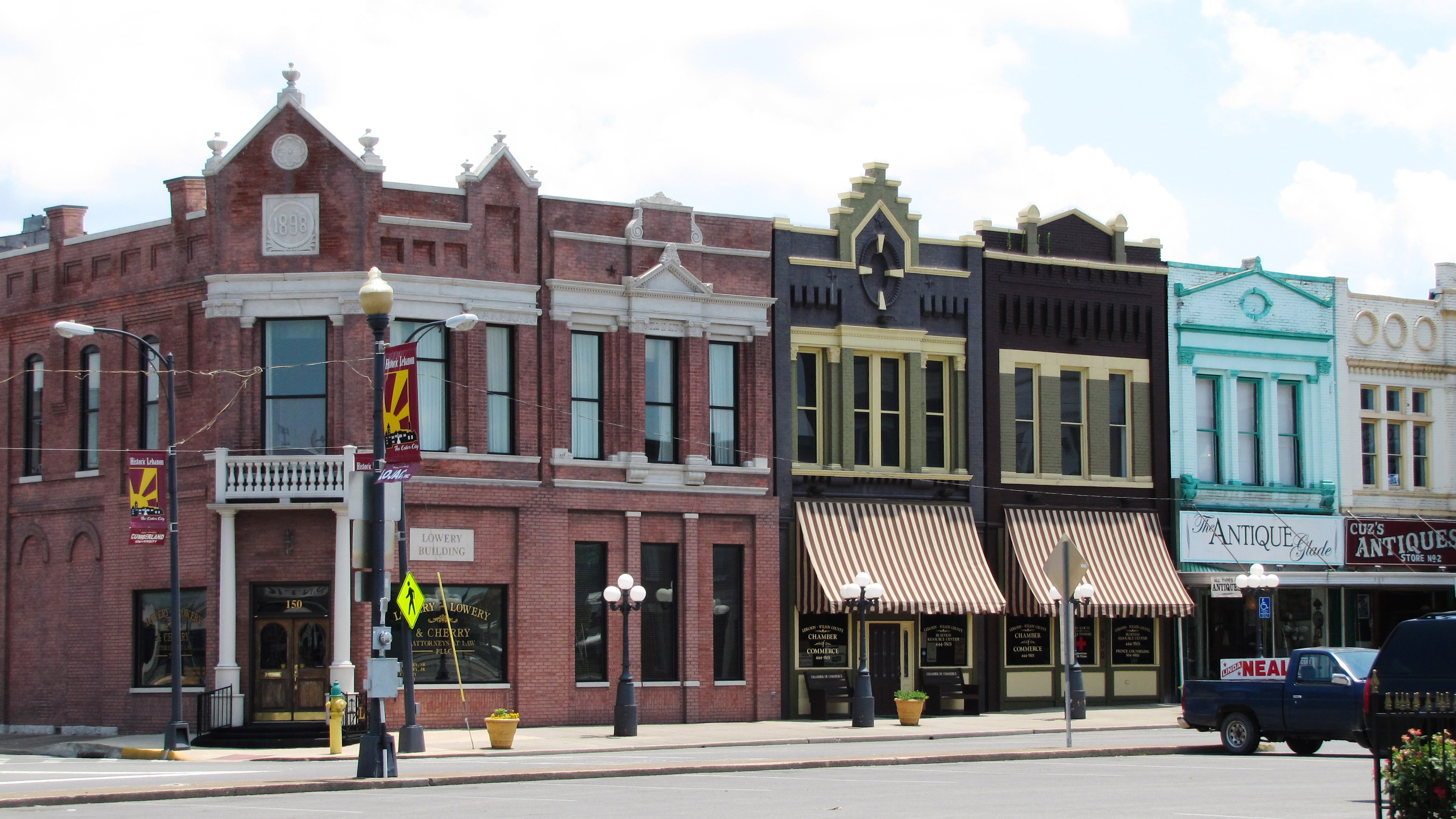
Im Lebanon Commercial Historic District. Dieser Historic District ist einer von 24 Einträgen des Countys im NRHP.

24 Bauwerke und Stätten des Countys sind im National Register of Historic Places (NRHP) eingetragen (Stand 14. September 2018).

## Demografische Daten

Alterspyramide Wilson County

Nach der Volkszählung im Jahr 2000 lebten im Wilson County 88.809 Menschen in 32.798 Haushalten und 25.582 Familien. Die Bevölkerungsdichte betrug 60 Einwohner pro Quadratkilometer. Ethnisch betrachtet setzte sich die Bevölkerung zusammen aus 91,50 Prozent Weißen, 6,26 Prozent Afroamerikanern, 0,32 Prozent amerikanischen Ureinwohnern, 0,48 Prozent Asiaten, 0,03 Prozent Bewohnern aus dem pazifischen Inselraum und 0,48 Prozent aus anderen ethnischen Gruppen; 0,92 Prozent stammten von zwei oder mehr Ethnien ab. 1,27 Prozent der Bevölkerung waren spanischer oder lateinamerikanischer Abstammung.
Von den 32.798 Haushalten hatten 37,2 Prozent Kinder und Jugendliche unter 18 Jahre, die bei ihnen lebten. 64,2 Prozent waren verheiratete oder zusammenlebende Paare, 10,1 Prozent waren allein erziehende Mütter und 22,0 Prozent waren keine Familien. 18,1 Prozent waren Singlehaushalte und in 6,1 Prozent lebten Personen im Alter von 65 Jahren oder darüber. Die Durchschnittshaushaltsgröße betrug 2,67 und die durchschnittliche Haushaltsgröße betrug 3,03 Personen.
26,2 Prozent der Bevölkerung waren unter 18 Jahre alt, 7,7 Prozent zwischen 18 und 24; 31,7 Prozent zwischen 25 und 44; 24,7 Prozent zwischen 45 und 64 und 9,7 Prozent waren älter als 65. Das Durchschnittsalter betrug 36 Jahre. Auf 100 weibliche Personen kamen statistisch 97,4 männliche Personen und auf 100 Frauen im Alter von 18 Jahren und darüber kamen 94,8 Männer.
Das jährliche Durchschnittseinkommen eines Haushalts betrug 50.140 USD, das Durchschnittseinkommen der Familien betrug 56.650 USD. Männer hatten ein Durchschnittseinkommen von 39.848 USD, Frauen 26.794 USD. Das Prokopfeinkommen betrug 22.739 USD. 4,6 Prozent der Familien und 6,7 Prozent der Einwohner lebten unterhalb der Armutsgrenze.